# Actia exsecta
Actia exsecta là một loài ruồi trong họ Tachinidae.